# Johann Gebhard

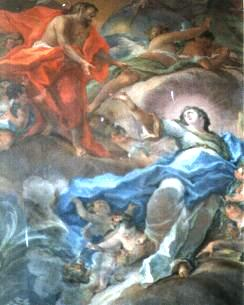
De Tenhemelopneming van Maria door Johann Gebhard; in het klooster Reichenbach, district Cham

Johann Gebhard (Feldthurns, 1676 – Regensburg-Prüfening, 1756/57) was een Zuid-Tirools kunstschilder, die voornamelijk in Beieren werkzaam was.
Met zijn zoon Otto Gebhard werkte hij in hun gezamenlijke atelier in Prüfening, tegenwoordig een stadswijk van Regensburg, waarin ze samenwerkten als frescoschilders. Johann concentreerde zich op het tafelschilderen, terwijl Otto Gebhard zich meer richtte op de kerkelijke grootschilderingen waarin hij een eigen frescostijl ontwikkelde, die de drijvende kracht achter het Gebhard Atelier werd. De werken uit dit atelier zijn steeds gesigneerd met de gecombineerde initialen van vader en zoon: J.O. Gebhard. Belangrijke barokke schilderwerken van Gebhard bevinden zich grotendeels in kerken, met name Ensdorf, Pettenreuth, Cham en Reichenbach.
- Gemeinsame Normdatei: 120841002
- International Standard Name Identifier: 0000 0000 6629 9333
- RKD-Nederlands Instituut voor Kunstgeschiedenis: 30548
- Système universitaire de documentation: 076771911
- Union List of Artist Names: 500082036
- Virtual International Authority File: 47602523
- WorldCat: E39PBJjCKqjjBMxqfQjPvqT4MP